# روافد
روافد هو برنامج تلفزيوني حواري من إخراج وإعداد وتقديم أحمد علي الزين، يبث أسبوعيا كل نهار أربعاء على قناة العربية الفضائية. يستضيف «برنامج روافد» أبرز وأهم المفكرين والفنانين والأدباء العرب الذين ساهموا في إغناء التجربة والمعرفة الإنسانية. يسجل مقتطفات من حياتهم الواقعية ومن ذاكراتهم ليقرب المشاهد قدر المستطاع من عالم وإنسانية هؤلاء المبدعين.
يحاور أحمد الزين ضيوفه ليسلط الضوء على تجربتهم ويقدم أعمالهم ويستكشف آراءهم في آخر التطورات المستجدة في عالم الثقافة والفكر والفن والعلم وقضايا عامة أخرى. وقد تم بث الحلقة الأولى من برنامج روافد في الرابع من شهر مارس 2003 وكان الشاعر اللبناني سعيد عقل ضيف هذه الحلقة. ومن الضيوف الذين شاركوا في البرنامج نصر حامد أبو زيد، محمد الماغوط، إدوارد الخراط، سمر يزبك، أحمد فؤاد نجم، الطاهر بن جلون، عبد الرحمن منيف، جمانة حداد، مارسيل خليفة.

## استقبالات
يعد برنامج «روافد» واحداً من البرامج التلفزيونية الأكثر أهمية والأكثر متابعة في بانوراما الإعلام العربي، نال روافد الجائزة الذهبية لأفضل برنامج ثقافي وتوعوي في مهرجان الخليج للإذاعة والتلفزيون الذي انعقد في البحرين سنة 2010.
فاز البرنامج بجائزة الإعلام المرئي عن فئة أفضل برنامج ثقافي في الدورة الواحدة والعشرين من جائزة الإعلام العربي التابعة لنادي دبي للصحافة عام 2022.